# 部坂俊之
部坂 俊之（へさか としゆき、1974年7月15日 - ）は、神奈川県横浜市出身の元プロ野球選手（投手）。
現役時代の在籍はなかったが、引退後は東北楽天ゴールデンイーグルスで打撃投手やスカウトを務めている。愛称は「ヘサ」。

## 来歴・人物
横浜高校時代の2年次、1992年春にエースとして第64回選抜高等学校野球大会に出場したが初戦敗退を喫した。高校では2学年先輩に鈴木尚典が、同学年に丹波幹雄（途中退部）、中野栄一が、1学年後輩に高橋光信、白坂勝史（ともに中日でも同僚）が、2学年後輩に多村仁志・斉藤宜之・矢野英司・紀田彰一がいた。
1993年に亜細亜大学への進学後は、高校でも同期であった中野とバッテリーを組んだ。1994年の大学2年秋、2学年上のエース入来祐作が故障のため、代わって主戦格となるがリーグ最下位。入替戦も初戦で登板したがチームは敗れ2部に降格した。1995年、3年春は2部リーグで5勝2敗を記録し、MVP、最優秀投手となり入替戦でも初戦で完投勝利、2戦目も1回途中から延長15回を投げぬいて勝利すると1部に復帰。翌1996年、4年秋の1部リーグで4勝2敗という成績でチームの優勝に貢献するとともに、最高殊勲選手、最優秀投手のタイトルを獲得、ベストナインにも選ばれた。続く第27回明治神宮野球大会では初戦2回戦で敗退。東都大学野球1部リーグで通算34試合、14勝10敗、防御率2.70、126奪三振。1学年下に井端弘和、2学年下に赤星憲広（阪神でも同僚）がいた。
1997年に大学卒業後、東芝府中へ入ると大学の1年後輩である安田真範とバッテリーを組んで2年目に都市対抗野球で登板。1年後輩に清水直行がいたほか、高校の後輩・平馬淳とは再びチームメイトとなった。
1998年度NPBドラフト会議にて阪神タイガースから4位指名を受け、契約金8,000万、年俸1,200万円（金額は推定）という条件で入団。
サイドスローから外角の低めに流れるスライダー、シンカー、シュートが持ち味。同じタイプの川尻哲郎（大学の先輩）へ憧れていたことから、阪神で川尻のチームメイトになってからは、川尻の入団当初の背番号であった41番を付けていた。もっとも、入団後の一軍公式戦では、このようなスライダーの軌道が左打者からよく見えるという弱点を露呈。1999年9月29日の対広島東洋カープ戦（広島市民球場）5回裏に、一軍公式戦初打席を迎えた投手の広池浩司から本塁打を浴びるなど、あまり活躍できなかった。
2002年に阪神球団から戦力外通告を受けたが、他球団での現役続行を希望していたことから12球団合同トライアウトを受験。2003年には台湾へ渡って、中華職業棒球大聯盟の中信ホエールズに在籍した。阪神OBで台湾出身の郭李建夫の誘いを受けての入団だったものの、シーズン終了後に自由契約を通告されたため、カナディアン・ベースボール・リーグ（当時カナダに存在していた独立リーグ）のヴィクトリア・キャピタルズへ入団。同リーグの解散に伴って日本に帰国すると、10月末に大阪近鉄バファローズの入団テスト、11月5日に12球団合同トライアウトへ相次いで参加。翌2004年にもアメリカの独立リーグトライアウトを受験したが、いずれも合格には至らず、同年夏に現役を引退。
2005年に東北楽天ゴールデンイーグルスのスタッフ採用テストを受験したことを機に2006年から2019年まで打撃投手を務めた。2020年からは、チーム統括本部スカウト部所属のアマスカウトとして関東地区を担当。

## 詳細情報

### 年度別投手成績
| 年 度     | 球 団     | 登 板 | 先 発 | 完 投 | 完 封 | 無 四 球 | 勝 利 | 敗 戦 | セ 丨 ブ | ホ 丨 ル ド | 勝 率 | 打 者 | 投 球 回 | 被 安 打 | 被 本 塁 打 | 与 四 球 | 敬 遠 | 与 死 球 | 奪 三 振 | 暴 投 | ボ 丨 ク | 失 点 | 自 責 点 | 防 御 率 | W H I P |
| --------- | --------- | ----- | ----- | ----- | ----- | -------- | ----- | ----- | -------- | ----------- | ----- | ----- | -------- | -------- | ----------- | -------- | ----- | -------- | -------- | ----- | -------- | ----- | -------- | -------- | ------- |
| 1999      | 阪神      | 16    | 1     | 0     | 0     | 0        | 0     | 1     | 0        | --          | .000  | 96    | 22.1     | 24       | 2           | 6        | 1     | 2        | 15       | 0     | 1        | 8     | 8        | 3.22     | 1.34    |
| 2000      | 阪神      | 7     | 0     | 0     | 0     | 0        | 0     | 0     | 0        | --          | ----  | 38    | 9.1      | 6        | 1           | 4        | 0     | 0        | 3        | 0     | 0        | 1     | 1        | 0.96     | 1.07    |
| 2001      | 阪神      | 2     | 1     | 0     | 0     | 0        | 0     | 1     | 0        | --          | .000  | 14    | 2.2      | 4        | 1           | 3        | 0     | 0        | 0        | 0     | 0        | 2     | 2        | 6.75     | 2.63    |
| 2002      | 阪神      | 9     | 0     | 0     | 0     | 0        | 0     | 0     | 0        | --          | ----  | 26    | 6.1      | 4        | 2           | 2        | 0     | 1        | 5        | 0     | 1        | 3     | 2        | 2.84     | 0.95    |
| 2003      | 中信      | 6     | 1     | 0     | 0     | 0        | 0     | 1     | 0        | --          | .000  | 57    | 10.0     | 20       | 1           | 7        | 0     | 0        | 13       | 0     | 0        | 12    | 10       | 9.00     | 2.70    |
| NPB：4年  | NPB：4年  | 34    | 2     | 0     | 0     | 0        | 0     | 2     | 0        | --          | .000  | 174   | 40.2     | 38       | 6           | 15       | 1     | 3        | 23       | 0     | 2        | 14    | 13       | 2.88     | 1.30    |
| CPBL：1年 | CPBL：1年 | 6     | 1     | 0     | 0     | 0        | 0     | 1     | 0        | --          | .000  | 57    | 10.0     | 20       | 1           | 7        | 0     | 0        | 13       | 0     | 0        | 12    | 10       | 9.00     | 2.70    |

### 記録
- 初登板：1999年4月28日、対中日ドラゴンズ3回戦（ナゴヤドーム）、6回裏に3番手で救援登板、2回無失点
- 初奪三振：同上、6回裏に関川浩一から
- 初先発：1999年5月12日、対ヤクルトスワローズ8回戦（阪神甲子園球場）、3回1失点で敗戦投手

### 背番号
- 41 （1999年 - 2002年）
- 11 （2003年）
- 115 （2006年 - 2019年）